# Orasemorpha
Orasemorpha is een geslacht van vliesvleugeligen uit de familie Eucharitidae. De wetenschappelijke naam van dit geslacht is voor het eerst geldig gepubliceerd in 1988 door Boucek.

## Soorten
Het geslacht Orasemorpha omvat de volgende soorten:
- Orasemorpha didentata (Girault, 1940)
- Orasemorpha eribotes (Walker, 1839)
- Orasemorpha goethei (Girault, 1934)
- Orasemorpha myrmicae (Girault, 1936)
- Orasemorpha pyttalus (Walker, 1846)
- Orasemorpha sparsepilosa Heraty, 1994
- Orasemorpha tridentata (Girault, 1915)
- Orasemorpha varidentata (Girault, 1936)
- Orasemorpha xeniades (Walker, 1839)